# Eois cressigenes
Eois cressigenes är en fjärilsart som beskrevs av Louis Beethoven Prout 1921. Eois cressigenes ingår i släktet Eois och familjen mätare. Inga underarter finns listade i Catalogue of Life.